# جیووانی پلزر
جیووانی پلزر (انگلیسی: Giovanni Plazzer; ۳۰ سپتامبر ۱۹۰۹ – ۲۳ ژوئن ۱۹۸۳) قایقران روئینگ اهل ایتالیا بود.